# Boeing B-47 Stratojet
Boeing B-47 Stratojet var et amerikansk strategisk bombefly udviklet af Boeing for USAF i slutningen 1940'erne. Prototypen fløj første gang 17. december 1947.
Flyet var et mellemdistancefly og kunne bære kernevåben. Det blev udstationeret i forskellige lande i 1950'erne for at kunne nå mål i Sovjetunionen. B-47 blev derfor et meget vigtigt våben for USA under den kolde krig. Flyet blev imidlertid aldrig sat ind i væbnet konflikt.
B-47 blev udviklet i flere udgaver, deriblandt rekognosceringsudgaven RB-47 og ELINT-flyet EB-47. Mindst tre af disse fly blev skudt ned under missioner nær ved eller i sovjetisk luftrum. Flyene opererede blandt andet ud fra Thule Air Base på Grønland og et fly herfra blev skudt ned af et MiG-19 jagerfly over Barentshavet 1. juli 1960.
Flyet blev senere erstattet af B-52 Stratofortress der 2014 stadig er i aktiv tjeneste og forventes blive det til 2050.
- Wikimedia Commons har flere filer relateret til Boeing B-47 Stratojet

| Luftfart | Spire Denne artikel om flyvning er en spire som bør udbygges. Du er velkommen til at hjælpe Wikipedia ved at udvide den. |